# Бенетице
Бенетице (на чешки: Benetice; на немски: Benetitz) е село в Централна Чехия (на границата между историческите земи на Моравия и Бохемия, във Височински край), административно – част от град Светла над Сазавоу. Населението му е 22 жители (2015), а площта му е 3,81 км². Намира се на 555 m надморска височина.

## История
Основател на Бенетице е човек на име Бенята, откъдето произлиза и името на селото. Старото село се е намирало в най-южната част на съвременното. Местоположението му е потвърдено от намерените парчета от керамични изделия. Те са подобни на намерените в района на замъците Липнице и Орлик край Хумполце, и затова могат да бъдат датирани от периода 15 – 18 век. Бенетице е било част от Светлецките земи, с които има обща история.
През годините името на селото се споменава в различни варианти – Beneczicz (1375, 1425), Byneticze (1591, 1636), Beneticze (1654) и Benetitz (1787, 1843 г.).
През 1850 г. е основан окръг Ледеч над Сазавоу и Бенетице териториално става част от него. В селото е образувано селска община, под чието управление попадат и селищата Опатовице и Жебраков. През 1931 г. Опатовице е отделено от административната единица. Селската община е премахната през 1960 г. и Бенетице попада под управлението на Местния народен комитет в Мръзковице. От 1980 г. Бенетице е част от град Светла над Сазавоу.
През 1836 г. е започнато строителството на първия път, съединяващ град Светла над Сазавоу и тогавашният районен център Ледеч над Сазавоу. Пътят преминава през Бенетице, като е достроен през 1848 г.
В миналото, в Бенетице е работил стъкларски цех, който все още определя името на някои места в селото, свързани с него – На сушилнята (Na sušírnách) или Стъкларско езерце (Sklárenský rybník). В близост се намира възстановителен център, който е бивш пионерски лагер. На мегдана на селото има липа, засадена през 1945 г. в чест на края на Втората световна война от местния пазач на дивеч Ладислав Свержепа.

## Демография
| Година    | 1869 | 1880 | 1890 | 1900 | 1910 | 1921 | 1930 | 1950 | 1961 | 1970 | 1980 | 1991 | 2001 | 2007 | 2015 |
| --------- | ---- | ---- | ---- | ---- | ---- | ---- | ---- | ---- | ---- | ---- | ---- | ---- | ---- | ---- | ---- |
| Население | 136  | 120  | 95   | 89   | 125  | 110  | 112  | 87   | 57   | 48   | 57   | 39   | 32   | 37   | 22   |

## Известни личности, свързани с Бенетице
- Ота Пайер – фотограф,
- Моника Макдонах Пайерова – председател на гражданското сдружение „Ano“ за Европа,
- Ема Сметанова – актриса и музикант,
- Катержина Жак – политик,
- Иржи Созански – скулптор и художник.